# Remușcare

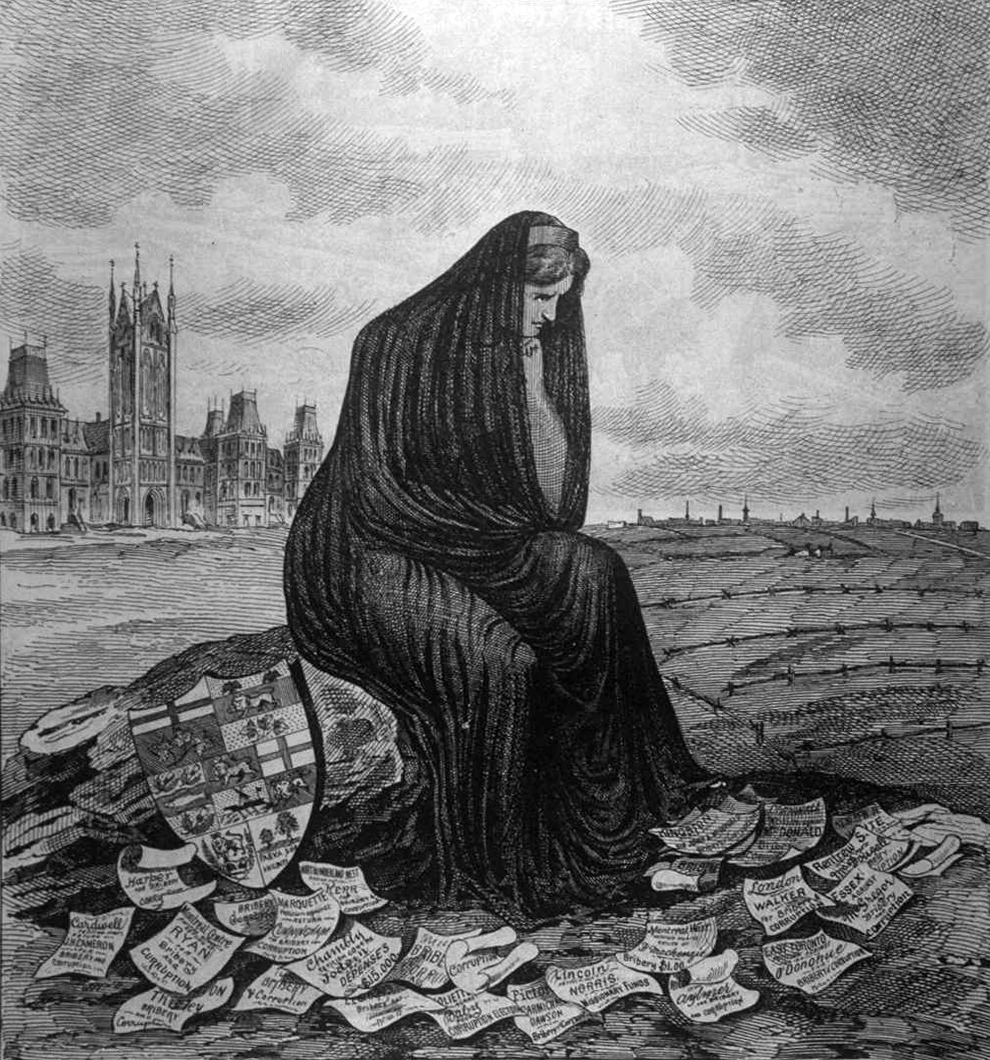
Les remords de la patrie (Remuşcările patriei), gravură apărută în 1874, în ziarul L’opinion publique.

Remușcarea este o expresie emoțională a unui regret personal resimțit de un individ după ce a comis o faptă reprobabil moral și/sau etic, (ori josnică, violentă sau nelegală), care a provocat pagube sau a rănit o altă persoană sau nu a evitat ca un lucru nefericit să se întâmple.
Remușcarea este un sentiment relativ apropiat sentimentului de vinovăție, deși nu este substituibilă acesteia.